# Nadarzyckie Jezioro
Nadarzyckie Jezioro – jezioro w woj. wielkopolskim, w powiecie złotowskim, w gminie Jastrowie, leżące na Pojezierzu Szczecineckim.

## Dane morfometryczne
Powierzchnia zwierciadła wody według różnych źródeł wynosi od 32,5 ha przez 44,8 ha do 53,9 ha (lustra wody) lub 57,68 ha (ogólna).
Zwierciadło wody położone jest na wysokości 124,6 m n.p.m. lub 124,3 m n.p.m. Średnia głębokość jeziora wynosi 3,9 m, natomiast głębokość maksymalna 10,0 m.
Na podstawie badań przeprowadzonych w 1998 roku wody jeziora zaliczono do III klasy czystości.

## Hydronimia
Według danych z państwowego rejestru nazw geograficznych urzędowa nazwa tego jeziora to Nadarzyckie Jezioro.
Według spisu opracowanego przez Komisję Nazw Miejscowości i Obiektów Fizjograficznych (KNMiOF) nazwa tego jeziora to Busino. W różnych publikacjach i na mapach topograficznych jezioro to występuje pod nazwą Busino.
Dane z państwowego rejestru nazw geograficznych podają Busino jako oboczną nazwę tego jeziora.